# Рыжебородый солнечный колибри
Рыжебородый солнечный колибри (лат. Anopetia gounellei) — птица семейства колибри. Единственный вид рода Anopetia. Видовое название дано в честь французского естествоиспытателя Эдмона Гунеля (Edmond Gounelle) (1850—1914), который в 1887 году был проездом в Бразилии.
Эндемик Бразилии. Встречается на северо-востоке страны в штатах Пиауи, Сеара и Баия. Обитает в кустарниковой каатинге с полувечнозелёными лесами. Широко распространён и не относится к редким видам.
Длина тела 11,5 см, вес около 2,6 г. Длина крыла 5,3 см, длина хвоста 4,5 см. Верх тела и кроющие крыла серо-бронзово-зелёного цвета, перья в нижней части спины окаймлены рыжеватым цветом. «Бровь» белая. Кроющие уха чёрные. Ноги чёрно-коричневые.